# Kot v filmu
Kot v filmu je mladinski roman pisatelja Vinka Möderndorferja, ki je izšel leta 2013. Delo je ilustriral Damijan Stepančič. Je zmagovalni roman natečaja modra ptica, kasneje pa je avtor zanj prejel še nagradi desetnica in večernica.

## Vsebina
Glavna oseba je skoraj dvanajstletni Gašper. Živi z mamo Majdo in očetom Jožetom in navzven delujejo kot povsem običajna družina. Gašper sicer pogreša toplino nekdanjih dni, a se obenem privadi maminemu otožnemu razpoloženju in pogosti očetovi odsotnosti. Zato pogosto gleda različne filme, v svet pa se obrača predvsem prek svetovnega spleta; z njegovo pomočjo sam išče pomene neznanih besed in preko Skypa komunicira s sošolko Tino, s katero pa se v šoli ne družita. Enoličnost dni prekine prepir med staršema, ki mu sledi materin odhod v neznano. Gašperja oče odpelje k čudaškemu neznancu Maksu, ki živi v barvni hiši sredi gozda. Prijazen neznanec, ki mu Gašper zaradi ogromnega telesa pravi kar Velikan, si hišo, v kateri je vsaka soba pobarvana z drugo barvo, deli s svinjo Katarino Veliko. Sicer zelo rad kuha nenavadne jedi in obiskuje gozdne ptice. Maks ima v vsakem prostoru ogromno knjig, nima pa telefona, televizije in računalnika. Ima pa ogromno časa, da z Gašperjem razpravlja o marsičem. Nekega jutra sta se odpravila kolesarit in Maks je Gašperju posodil gorsko kolo, ki si ga je že od zmeraj želel. Gašperju ni bilo jasno, zakaj ima Maks to kolo, saj nima sina, a je zaradi veselja, da se bo peljal na novem gorskem kolesu, na to čisto pozabil. Odpeljala sta se v gozd, se usedla na tla in nekako je prišlo do tega, da je Maks Gašperju povedal, da je njegov oče. Gašper je bil najprej zelo jezen in ni hotel verjeti, ampak ko se je vrnila mama, so se pogovorili in je sedaj prav srečen, da ima kar dva očeta.
Gašper ni niti slutil, da bo na tako idiličnem, skoraj pravljičnem kraju prišel do tako nepričakovane resnice, ki mu je spremenila utečeno življenje. V enem samem poletju se mu je zgodilo več kot v vseh filmih skupaj.